# Neogene curitiba
Neogene curitiba är en fjärilsart som beskrevs av Jones 1908. Neogene curitiba ingår i släktet Neogene och familjen svärmare. Inga underarter finns listade i Catalogue of Life.